# Dry Tortugas
Dry Tortugas – archipelag na Zatoce Meksykańskiej, najbardziej na zachód wysunięta część większego archipelagu Florida Keys, w stanie Floryda (Stany Zjednoczone), w hrabstwie Monroe. Wyspy w całości objęte są przez Park Narodowy Dry Tortugas.
Archipelag obejmuje siedem wysp koralowych – Loggerhead Key (największa), Garden Key, Bush Key, Long Key, Hospital Key, Middle Key oraz East Key.
Większą część wyspy Garden Key zajmuje nieukończona forteca Fort Jefferson, wzniesiona w latach 1846–1876, będąca największą murowaną budowlą na terenie obu Ameryk. Obecnie opuszczona, służyła niegdyś jako garnizon US Army oraz więzienie. Na Loggerhead Key znajduje się latarnia morska Dry Tortugas Light wzniesiona w 1858 roku.
Wyspy nie mają stałych mieszkańców. Odwiedzane są przez turystów oraz pracowników parku narodowego. Dostęp na wyspy możliwy jest drogą wodną lub powietrzną – wodnosamolotem lub śmigłowcem. Główną bazą wypadową jest położone około 100 km na wschód miasto Key West.

## Historia
W 1513 roku jako pierwszy Europejczyk dotarł tu hiszpański odkrywca Juan Ponce de León. Nadał on wyspom nazwę Las Tortugas (z hiszp. „żółwie”), ze względu na obecność dużej populacji żółwi morskich. Jako że na wyspach nie ma źródeł wody słodkiej, żeglarze z czasem nadali im obecną nazwę (ang. dry – „suche”). Wyspy przeszły w posiadanie Stanów Zjednoczonych, wraz z całą Florydą, na mocy traktatu florydzkiego z 1819 roku.
W 1935 roku decyzją prezydenta Franklina D. Roosevelta obszar archipelagu został objęty ochroną w ramach pomnika narodowego Fort Jefferson National Monument, w 1992 roku przekształconego w Park Narodowy Dry Tortugas.